# Biserica de lemn din Stănești (Stoilești)

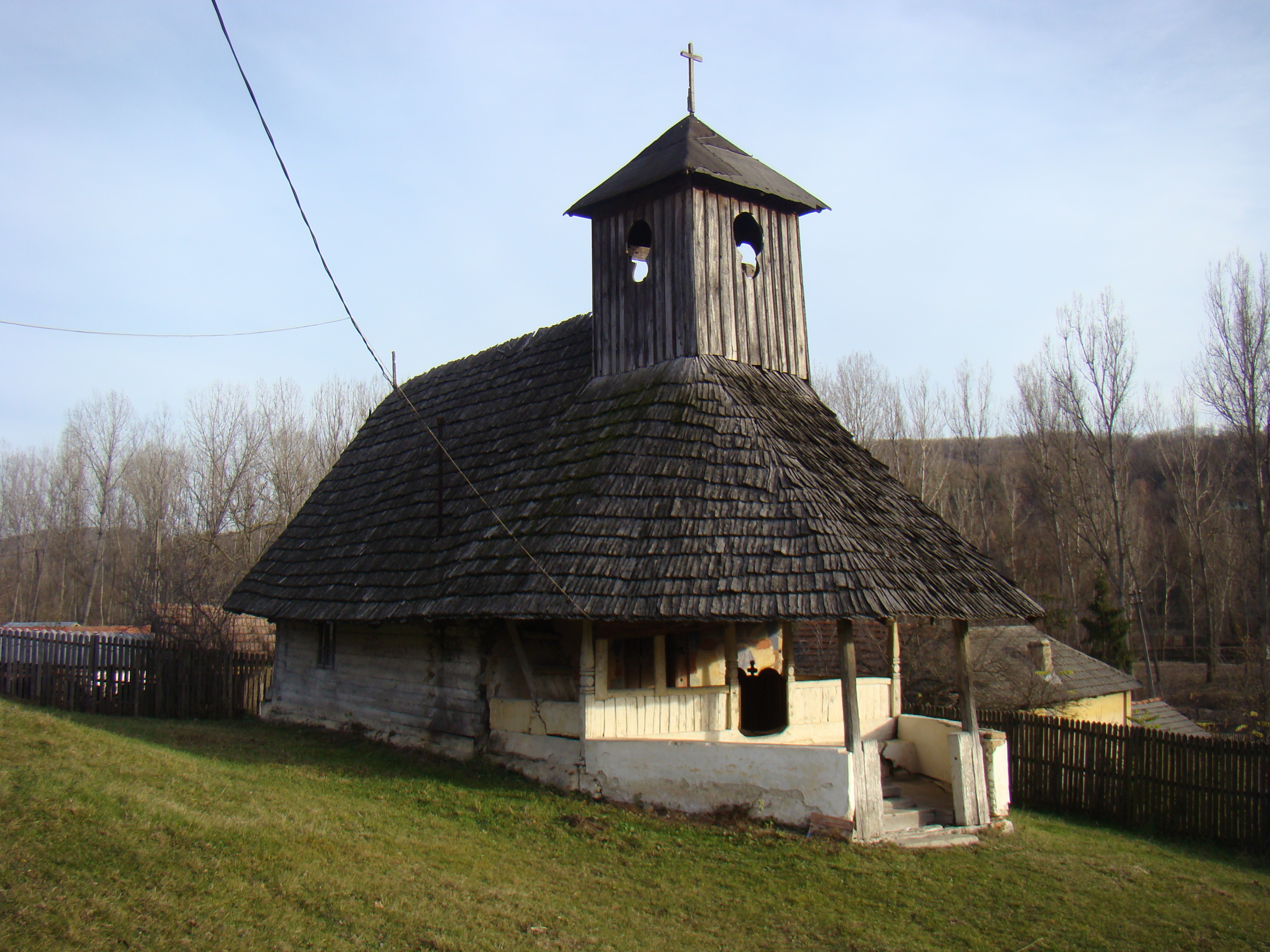
Biserica de lemn din Stăneşti, comuna Stoilești, Vâlcea, vedere din nord-vest, foto: 2007

Biserica de lemn din Stănești se află situată în satul omonim ce aparține administativ de comuna Stoilești. A fost ridicată în secolul al XVIII-lea și poartă hramul „Sf. Voievozi”. Este monument istoric cu codul cod LMI VL-II-m-B-09920.

## Imagini

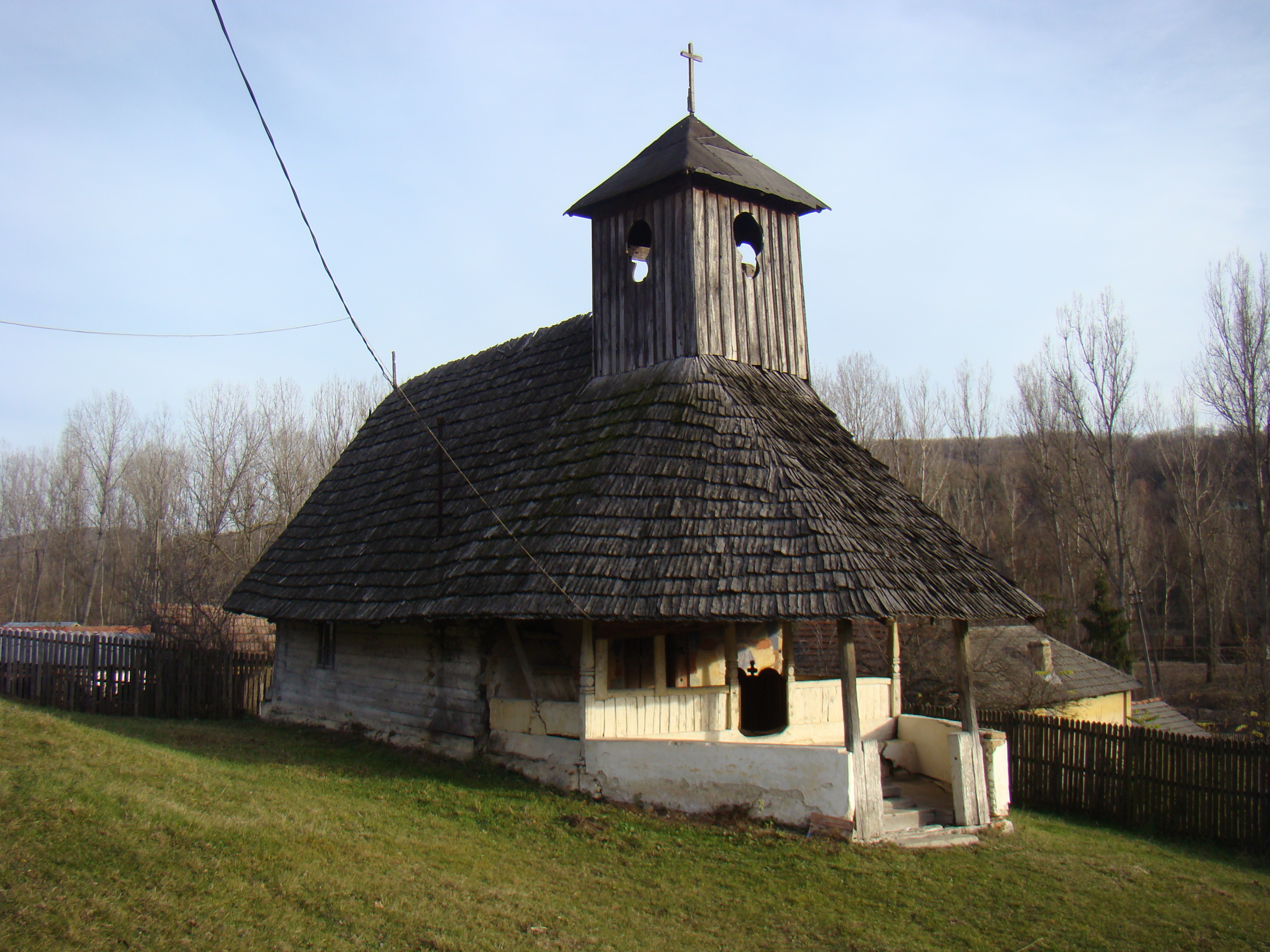
Vedere generală asupra bisericii
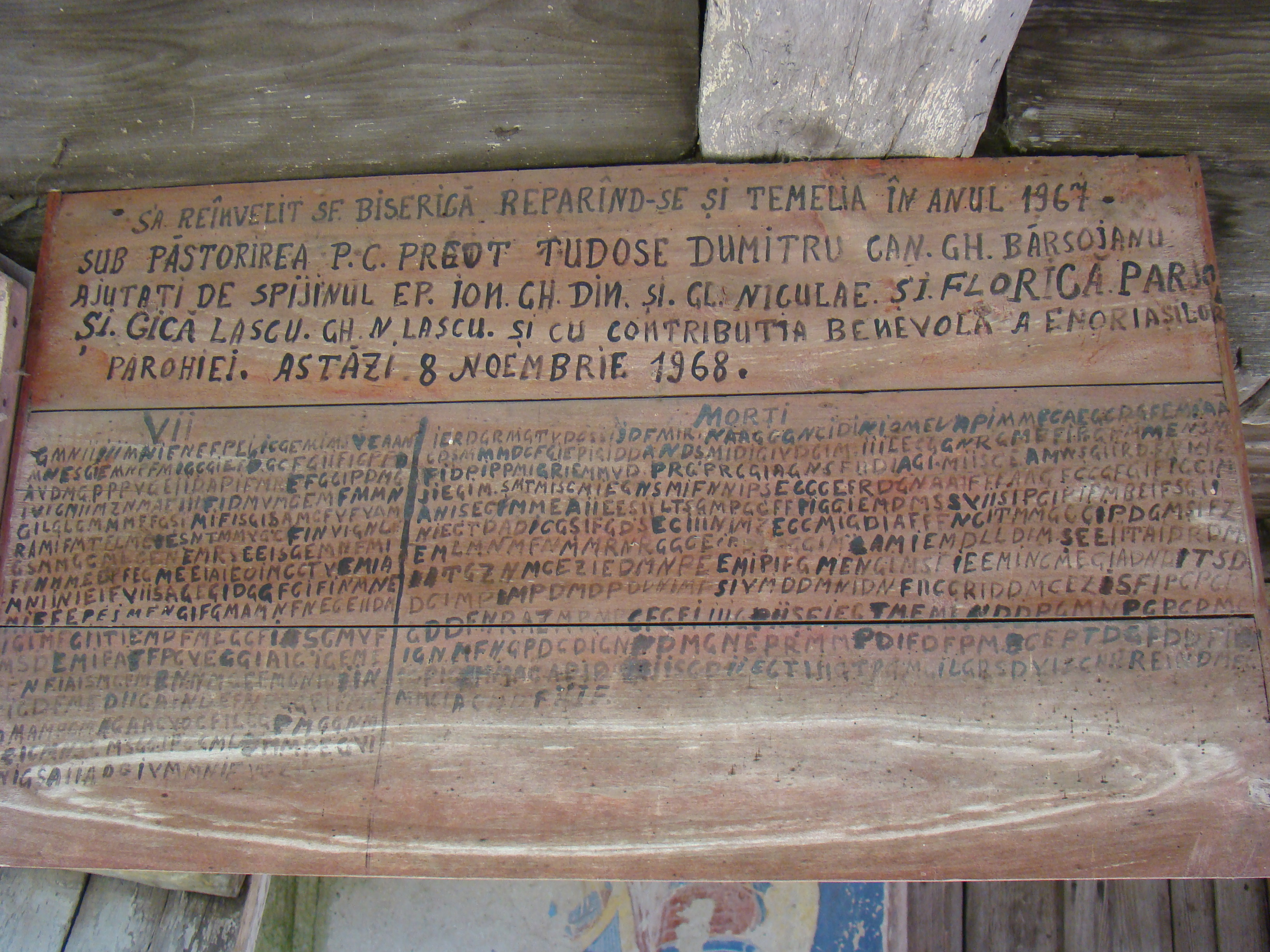
Pisania nouă
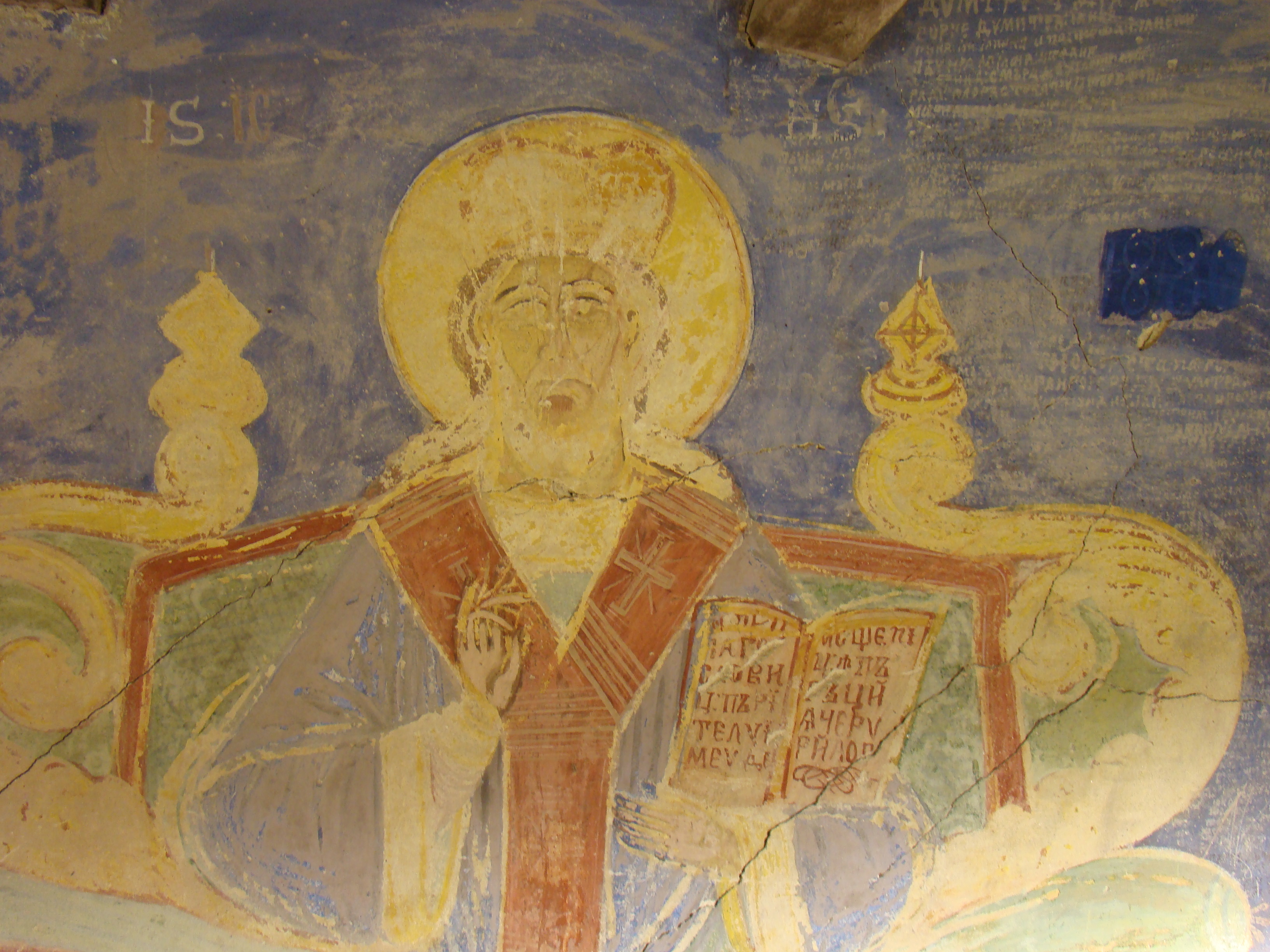
Detaliu al unei picturi din pridvor
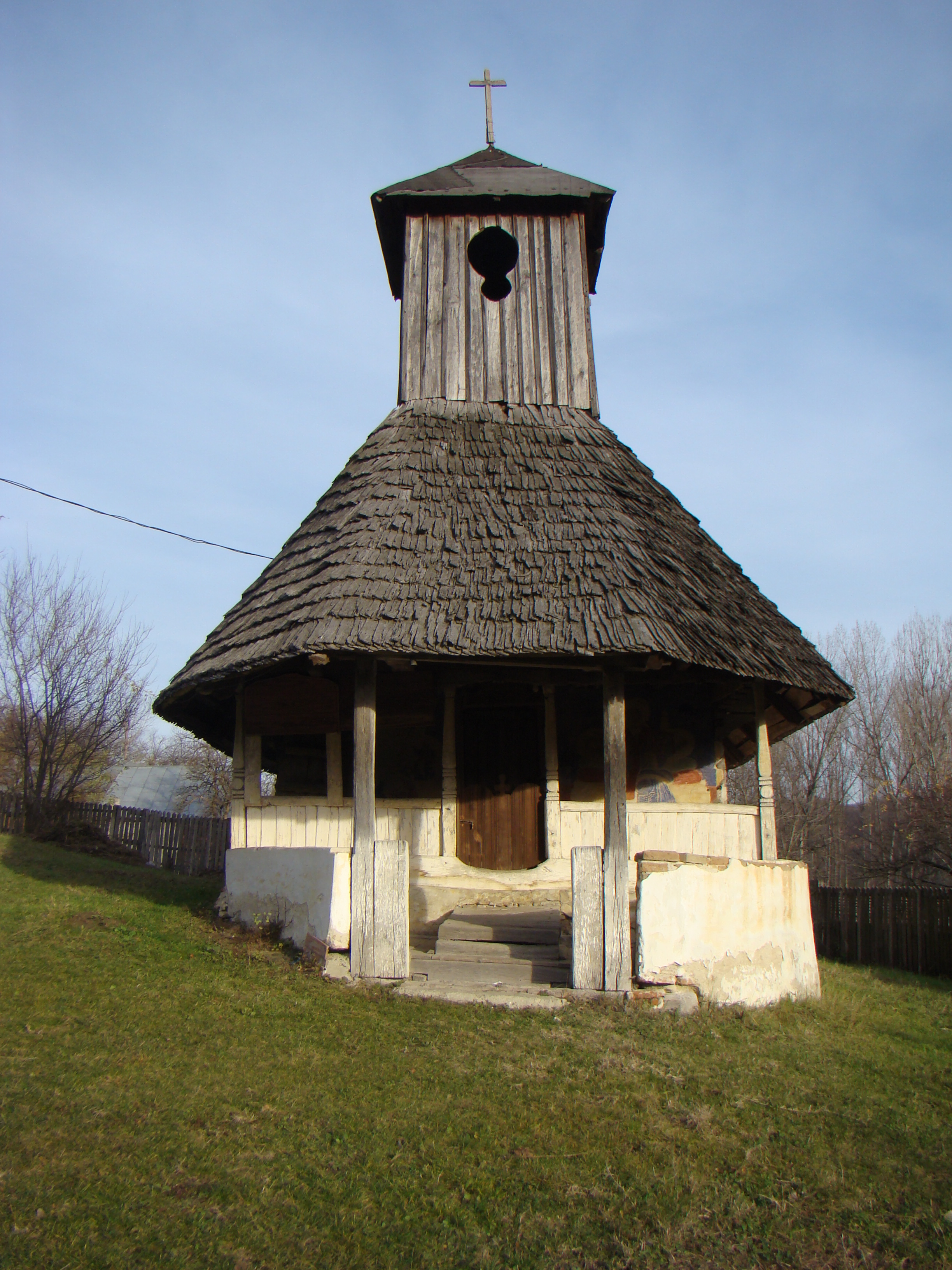
Intrarea în biserică